# Pachyramphus
Genre
Pachyramphus est un genre d'oiseaux de la famille des Tityridae.

## Liste des espèces
Selon la classification de référence du Congrès ornithologique international (15.1, 2025) :
- Pachyramphus viridis (Vieillot, 1816) — Bécarde verte
- Pachyramphus xanthogenys Salvadori & Festa, 1898 — Bécarde à joues jaunes
- Pachyramphus versicolor (Hartlaub, 1843) — Bécarde barrée
- Pachyramphus spodiurus Sclater, 1860 — Bécarde ardoisée
- Pachyramphus rufus (Boddaert, 1783) — Bécarde cendrée
- Pachyramphus castaneus Jardine & Selby, 1827) — Bécarde à calotte rousse
- Pachyramphus cinnamomeus Lawrence, 1861 — Bécarde cannelle
- Pachyramphus salvini Richmond, 1899 — Bécarde de Salvin
- Pachyramphus polychopterus (Vieillot, 1818) — Bécarde à ailes blanches
- Pachyramphus marginatus (Lichtenstein, 1823) — Bécarde à calotte noire
- Pachyramphus albogriseus Sclater, 1857 — Bécarde pie
- Pachyramphus major (Cabanis, 1847) — Bécarde du Mexique
- Pachyramphus surinamus (Linnaeus, 1766) — Bécarde du Surinam
- Pachyramphus homochrous Sclater, 1859 — Bécarde unicolore
- Pachyramphus minor (Lesson, 1831) — Bécarde de Lesson
- Pachyramphus validus (Lichtenstein, 1823) — Bécarde huppée
- Pachyramphus aglaiae (Lafresnaye, 1839) — Bécarde à gorge rose
- Pachyramphus niger (Gmelin, JF, 1788) — Bécarde de la Jamaïque